# ATP Challenger Series 1997
L'ATP Challenger Series è il secondo livello di tornei per professionisti organizzata dall'ATP. Il circuito prevede tornei con un montepremi che può variare da 25.000 a 150.000 dollari.

## Calendario

### Gennaio
| Data       | Torneo                                                                                        | Vincitori                                      | Finalisti                     | Semifinalii                    | Eliminati ai quarti                                                |
| ---------- | --------------------------------------------------------------------------------------------- | ---------------------------------------------- | ----------------------------- | ------------------------------ | ------------------------------------------------------------------ |
| 6 gennaio  | Singapore Challenger 1997 Singapore, Singapore Cemento $25 000 Singolare - Doppio             | Andrej Česnokov 3–6, 7–6, 6–2                  | Johan Van Herck               | Ján Krošlák Juan Albert Viloca | Filip Dewulf Michael Joyce Andrej Ol'chovskij Gilbert Schaller     |
| 6 gennaio  | Singapore Challenger 1997 Singapore, Singapore Cemento $25 000 Singolare - Doppio             | Mahesh Bhupathi Leander Paes 6–4, 4–6, 7–6     | Michael Joyce Scott Melville  | Ján Krošlák Juan Albert Viloca | Filip Dewulf Michael Joyce Andrej Ol'chovskij Gilbert Schaller     |
| 20 gennaio | Intersport Heilbronn Open 1997 Heilbronn, Germania Cemento Indoor $100 000 Singolare - Doppio | Henrik Holm 6–3, 2–6, 6–0                      | Hendrik Dreekmann             | Andrej Česnokov Alex Rădulescu | Alejandro Hernández Daniel Vacek Cristiano Caratti Fabrice Santoro |
| 20 gennaio | Intersport Heilbronn Open 1997 Heilbronn, Germania Cemento Indoor $100 000 Singolare - Doppio | Olivier Delaître Stéphane Simian 6–7, 6–3, 7–6 | Patrick Baur Clinton Ferreira | Andrej Česnokov Alex Rădulescu | Alejandro Hernández Daniel Vacek Cristiano Caratti Fabrice Santoro |
| 27 gennaio | Lippstadt Challenger 1997 Lippstadt, Germania Sintetico ndoor $100 000 Singolare - Doppio     | Arne Thoms 7–6, 6–3                            | Dirk Dier                     | Henrik Holm David Škoch        | Stéphane Simian Lars Burgsmüller Andrew Richardson Fabrice Santoro |
| 27 gennaio | Lippstadt Challenger 1997 Lippstadt, Germania Sintetico ndoor $100 000 Singolare - Doppio     | Henrik Holm Nils Holm 7–6, 7–6                 | Fredrik Bergh Rikard Bergh    | Henrik Holm David Škoch        | Stéphane Simian Lars Burgsmüller Andrew Richardson Fabrice Santoro |

### Febbraio
| Data        | Torneo | Vincitori                                 | Finalisti                               | Semifinalii                          | Eliminati ai quarti                                                      |
| ----------- | --- | ----------------------------------------- | --------------------------------------- | ------------------------------------ | ------------------------------------------------------------------------ |
| 3 febbraio  | Volkswagen Challenger 1997 Wolfsburg, Germania Sintetico Indoor $25 000 Singolare - Doppio                      | Jens Knippschild 6–4, 6–3                 | Arne Thoms                              | Cristiano Caratti Rainer Schüttler   | Mark Petchey Geoff Grant Petr Luxa Chris Wilkinson                       |
| 3 febbraio  | Volkswagen Challenger 1997 Wolfsburg, Germania Sintetico Indoor $25 000 Singolare - Doppio                      | Nicola Bruno Laurence Tieleman 7–6, 6–4   | Henrik Holm Nils Holm                   | Cristiano Caratti Rainer Schüttler   | Mark Petchey Geoff Grant Petr Luxa Chris Wilkinson                       |
| 10 febbraio | Lubeck Challenger 1997 Lubecca, Germania Sintetico Indoor $125 000 Singolare - Doppio                           | Geoff Grant 6–3, 6–3                      | Rainer Schüttler                        | Oleg Ogorodov Frederik Fetterlein    | Radomír Vašek Guillermo Cañas Lars Burgsmüller Jens Knippschild          |
| 10 febbraio | Lubeck Challenger 1997 Lubecca, Germania Sintetico Indoor $125 000 Singolare - Doppio                           | Mathias Huning Joost Winnink 7–6, 7–6     | Trey Phillips Chris Wilkinson           | Oleg Ogorodov Frederik Fetterlein    | Radomír Vašek Guillermo Cañas Lars Burgsmüller Jens Knippschild          |
| 17 febbraio | Challenger DCNS de Cherbourg 1997 Cherbourg, Francia Cemento Indoor $50 000 Singolare - Doppio                  | Frederik Fetterlein 6–3, 6–4              | Lionel Roux                             | Hicham Arazi Andrej Česnokov         | Jérôme Golmard Stéphane Simian Andrej Čerkasov Andrej Merinov            |
| 17 febbraio | Challenger DCNS de Cherbourg 1997 Cherbourg, Francia Cemento Indoor $50 000 Singolare - Doppio                  | Maks Mirny Kevin Ullyett 6–3, 6–7, 6–4    | Stefano Pescosolido Vincenzo Santopadre | Hicham Arazi Andrej Česnokov         | Jérôme Golmard Stéphane Simian Andrej Čerkasov Andrej Merinov            |
| 17 febbraio | Shimadzu All Japan Indoor Tennis Championships 1997 Kyoto, Giappone Cemento Indoor $25 000+H Singolare - Doppio | Carsten Arriens 3–6, 6–2, 7–6             | Mahesh Bhupathi                         | Christian Vinck Geoff Grant          | Ryuso Tsujino Michael Kohlmann Ivo Heuberger Laurence Tieleman           |
| 17 febbraio | Shimadzu All Japan Indoor Tennis Championships 1997 Kyoto, Giappone Cemento Indoor $25 000+H Singolare - Doppio | Mahesh Bhupathi Wayne Black 6–4, 6–7, 6–1 | Satoshi Iwabuchi Takao Suzuki           | Christian Vinck Geoff Grant          | Ryuso Tsujino Michael Kohlmann Ivo Heuberger Laurence Tieleman           |
| 17 febbraio | Punta del Este Challenger 1997 Punta del Este, Uruguay Terra rossa $25 000+H Singolare - Doppio                 | Marco Meneschincheri 6–7, 6–1, 6–4        | Juan Antonio Marín                      | Fernando Meligeni Oliver Gross       | Marcelo Charpentier Gabriel Silberstein Stefan Koubek Fabio Maggi        |
| 17 febbraio | Punta del Este Challenger 1997 Punta del Este, Uruguay Terra rossa $25 000+H Singolare - Doppio                 | Daniel Orsanic Martín Rodríguez 6–2, 6–4  | Nelson Aerts Fernando Meligeni          | Fernando Meligeni Oliver Gross       | Marcelo Charpentier Gabriel Silberstein Stefan Koubek Fabio Maggi        |
| 24 febbraio | Magdeburg Challenger 1997 Magdeburgo, Germania Sintetico Indoor $25 000+H Singolare - Doppio                    | Petr Luxa 6–3, 2–6, 7–5                   | Kevin Ullyett                           | Aleksandr Volkov Frederik Fetterlein | Andrej Merinov Radomír Vašek Oleg Ogorodov Arne Thoms                    |
| 24 febbraio | Magdeburg Challenger 1997 Magdeburgo, Germania Sintetico Indoor $25 000+H Singolare - Doppio                    | Trey Phillips Chris Wilkinson 6–3, 6–4    | Petr Luxa Tomáš Anzari                  | Aleksandr Volkov Frederik Fetterlein | Andrej Merinov Radomír Vašek Oleg Ogorodov Arne Thoms                    |
| 24 febbraio | Challenger Salinas 1997 Salinas, Ecuador Cemento $25 000+H Singolare - Doppio                                   | Oliver Gross 6–1, 3–6, 6–2                | Gilbert Schaller                        | Jaime Oncins Guillermo Cañas         | Alejandro Hernández Marcello Craca Marcelo Charpentier Fernando Meligeni |
| 24 febbraio | Challenger Salinas 1997 Salinas, Ecuador Cemento $25 000+H Singolare - Doppio                                   | Fernando Meligeni André Sá 6–3, 3–6, 6–3  | Donald Johnson Francisco Montana        | Jaime Oncins Guillermo Cañas         | Alejandro Hernández Marcello Craca Marcelo Charpentier Fernando Meligeni |

### Marzo
| Data     | Torneo                                                                                      | Vincitori                                     | Finalisti                    | Semifinalii                      | Eliminati ai quarti                                                     |
| -------- | ------------------------------------------------------------------------------------------- | --------------------------------------------- | ---------------------------- | -------------------------------- | ----------------------------------------------------------------------- |
| 3 marzo  | Indian Wells Challenger 1997 Indian Wells, USA Cemento $25 000 Singolare - Doppio           | Jiří Novák 7–6, 6–4                           | Sláva Doseděl                | Oliver Gross Gustavo Kuerten     | Fredrik Bergh Galo Blanco Nicklas Kulti Sjeng Schalken                  |
| 3 marzo  | Indian Wells Challenger 1997 Indian Wells, USA Cemento $25 000 Singolare - Doppio           | Nicklas Kulti Michael Tebbutt 6–2, 4–6, 6–3   | Scott Davis Kelly Jones      | Oliver Gross Gustavo Kuerten     | Fredrik Bergh Galo Blanco Nicklas Kulti Sjeng Schalken                  |
| 31 marzo | Open Barletta 1997 Barletta, Italia Terra Rossa $25 000+H Singolare - Doppio                | Carlos Costa 6–3, 6–2                         | Davide Sanguinetti           | Dinu Pescariu Juan Antonio Marín | Andrea Gaudenzi Emilio Benfele Álvarez Vincenzo Santopadre Nuno Marques |
| 31 marzo | Open Barletta 1997 Barletta, Italia Terra Rossa $25 000+H Singolare - Doppio                | Nuno Marques Tom Vanhoudt 6–3, 6–4            | Alberto Martín Albert Portas | Dinu Pescariu Juan Antonio Marín | Andrea Gaudenzi Emilio Benfele Álvarez Vincenzo Santopadre Nuno Marques |
| 31 marzo | Puerto Vallarta Challenger 1997 Puerto Vallarta, Messico Cemento $25 000 Singolare - Doppio | Andrej Merinov 6–3, 7–6                       | Mark Knowles                 | Mahesh Bhupathi Jeff Salzenstein | David Nainkin Cecil Mamiit Leonardo Lavalle Nicolás Lapentti            |
| 31 marzo | Puerto Vallarta Challenger 1997 Puerto Vallarta, Messico Cemento $25 000 Singolare - Doppio | Alejandro Hernández Óscar Ortiz 4–6, 6–2, 6–1 | Francisco Montana Jack Waite | Mahesh Bhupathi Jeff Salzenstein | David Nainkin Cecil Mamiit Leonardo Lavalle Nicolás Lapentti            |

### Aprile
| Data      | Torneo                                                                              | Vincitori                                | Finalisti                       | Semifinalii                           | Eliminati ai quarti                                               |
| --------- | ----------------------------------------------------------------------------------- | ---------------------------------------- | ------------------------------- | ------------------------------------- | ----------------------------------------------------------------- |
| 7 aprile  | XL Bermuda Open 1997 Paget, Bermuda Terra verde $100 000 Singolare - Doppio         | Johan Van Herck 6–1, 4–6, 6–0            | Sargis Sargsian                 | Javier Frana Brett Steven             | Marcelo Charpentier Luis Morejón Nicolás Lapentti Kris Goossens   |
| 7 aprile  | XL Bermuda Open 1997 Paget, Bermuda Terra verde $100 000 Singolare - Doppio         | Javier Frana Mark Knowles 6–3, 6–7, 6–3  | Lucas Arnold Ker Daniel Orsanic | Javier Frana Brett Steven             | Marcelo Charpentier Luis Morejón Nicolás Lapentti Kris Goossens   |
| 7 aprile  | Tennis Napoli Cup 1997 Napoli, Italia Terra rossa $50 000+H Singolare - Doppio      | Dinu Pescariu 6–4, 6–2                   | Oliver Gross                    | Davide Sanguinetti Juan Antonio Marín | Galo Blanco Martin Stringari Alberto Martín Franco Squillari      |
| 7 aprile  | Tennis Napoli Cup 1997 Napoli, Italia Terra rossa $50 000+H Singolare - Doppio      | Aleksandar Kitinov Tom Vanhoudt 7–6, 6–4 | Tomás Carbonell Francisco Roig  | Davide Sanguinetti Juan Antonio Marín | Galo Blanco Martin Stringari Alberto Martín Franco Squillari      |
| 14 aprile | Birmingham Challenger 1997 Birmingham, USA Terra verde $50 000+H Singolare - Doppio | Johan Van Herck 7–6, 6–7, 6–4            | Tommy Haas                      | Jaime Oncins Javier Frana             | Marcos Ondruska Steve Bryan Brett Steven Grant Stafford           |
| 14 aprile | Birmingham Challenger 1997 Birmingham, USA Terra verde $50 000+H Singolare - Doppio | Luke Jensen Murphy Jensen 6–2, 7–6       | Fredrik Bergh Rikard Bergh      | Jaime Oncins Javier Frana             | Marcos Ondruska Steve Bryan Brett Steven Grant Stafford           |
| 14 aprile | Split Challenger 1997 Spalato, Croazia Terra rossa €30 000+H Singolare - Doppio     | Dinu Pescariu 3–6, 6–2, 6–1              | Juan Antonio Marín              | Marcello Craca Marzio Martelli        | Todd Larkham Stéphane Huet Vincenzo Santopadre Herbert Wiltschnig |
| 14 aprile | Split Challenger 1997 Spalato, Croazia Terra rossa €30 000+H Singolare - Doppio     | Devin Bowen Dinu Pescariu 7–6, 6–3       | Trey Phillips David Roditi      | Marcello Craca Marzio Martelli        | Todd Larkham Stéphane Huet Vincenzo Santopadre Herbert Wiltschnig |
| 21 aprile | Prague Open 1997 Praga, Repubblica Ceca Terra rossa $75 000 Singolare - Doppio      | Albert Portas 6–1, 6–4                   | Fernando Vicente                | Álex López Morón David Škoch          | Franco Squillari Jacobo Díaz Michal Tabara Marcello Craca         |
| 21 aprile | Prague Open 1997 Praga, Repubblica Ceca Terra rossa $75 000 Singolare - Doppio      | Mahesh Bhupathi Leander Paes 6–4, 6–0    | Devin Bowen Tuomas Ketola       | Álex López Morón David Škoch          | Franco Squillari Jacobo Díaz Michal Tabara Marcello Craca         |

### Maggio
| Data      | Torneo                                                                                     | Vincitori                                       | Finalisti                           | Semifinalii                              | Eliminati ai quarti                                                   |
| --------- | ------------------------------------------------------------------------------------------ | ----------------------------------------------- | ----------------------------------- | ---------------------------------------- | --------------------------------------------------------------------- |
| 5 maggio  | Bratislava Challenger 1997 Bratislava, Slovacchia Terra rossa €30 000+H Singolare - Doppio | Sébastien Grosjean 6–4, 6–1                     | Radomír Vašek                       | Marco Meneschincheri Gabriel Silberstein | Davide Sanguinetti Petr Kralert Petr Luxa Stefan Koubek               |
| 5 maggio  | Bratislava Challenger 1997 Bratislava, Slovacchia Terra rossa €30 000+H Singolare - Doppio | Jared Palmer Christo van Rensburg 4–6, 6–3, 7–5 | Joan Balcells Devin Bowen           | Marco Meneschincheri Gabriel Silberstein | Davide Sanguinetti Petr Kralert Petr Luxa Stefan Koubek               |
| 5 maggio  | Jerusalem Challenger 1997 Gerusalemme, Israele Cemento $35 000+H Singolare - Doppio        | Wayne Black 6–2, 6–1                            | Maurice Ruah                        | Gabriel Trifu Oren Motevassel            | Raviv Weidenfeld Luis Herrera Gouichi Motomura Mosè Navarra           |
| 5 maggio  | Jerusalem Challenger 1997 Gerusalemme, Israele Cemento $35 000+H Singolare - Doppio        | Mahesh Bhupathi Leander Paes 6–7, 6–2, 7–6      | Wayne Black Kevin Ullyett           | Gabriel Trifu Oren Motevassel            | Raviv Weidenfeld Luis Herrera Gouichi Motomura Mosè Navarra           |
| 5 maggio  | BMW Ljubljana Open 1997 Lubiana, Slovenia Terra rossa $100 000+H Singolare - Doppio        | Brett Steven 7–6, 6–2                           | Andrei Pavel                        | Jordi Burillo Oleg Ogorodov              | Borut Urh Thierry Guardiola Lucas Arnold Ker Marcelo Filippini        |
| 5 maggio  | BMW Ljubljana Open 1997 Lubiana, Slovenia Terra rossa $100 000+H Singolare - Doppio        | Lucas Arnold Ker Daniel Orsanic 6–0, 6–4        | David Škoch Fernon Wibier           | Jordi Burillo Oleg Ogorodov              | Borut Urh Thierry Guardiola Lucas Arnold Ker Marcelo Filippini        |
| 12 maggio | Curitiba Challenger 1997 Curitiba, Brasile Terra rossa $100 000+H Singolare - Doppio       | Gustavo Kuerten 3–6, 6–4, 6–3                   | Răzvan Sabău                        | Ramón Delgado Roberto Jabali             | Carlos Gómez-Díaz Federico Dondo Jaime Oncins Emanuel Couto           |
| 12 maggio | Curitiba Challenger 1997 Curitiba, Brasile Terra rossa $100 000+H Singolare - Doppio       | Glenn Weiner Herbert Wiltschnig 6–3, 6–4        | Eduardo Medica Mariano Puerta       | Ramón Delgado Roberto Jabali             | Carlos Gómez-Díaz Federico Dondo Jaime Oncins Emanuel Couto           |
| 12 maggio | Dresden Challenger 1997 Dresda, Germania Terra rossa $100 000+H Singolare - Doppio         | Dick Norman 6–4, 6–4                            | Julián Alonso                       | Radomír Vašek Horst Skoff                | Álex López Morón Jens Knippschild Lars Burgsmüller Juan Albert Viloca |
| 12 maggio | Dresden Challenger 1997 Dresda, Germania Terra rossa $100 000+H Singolare - Doppio         | Mark Merklein Jeff Salzenstein 7–6, 6–1         | Cecil Mamiit Jimy Szymanski         | Radomír Vašek Horst Skoff                | Álex López Morón Jens Knippschild Lars Burgsmüller Juan Albert Viloca |
| 12 maggio | Kosice Challenger 1997 Košice, Slovacchia Terra rossa $100 000+H Singolare - Doppio        | Dominik Hrbatý 6–4, 6–4                         | Nicolás Lapentti                    | Oleg Ogorodov Karol Kučera               | Marcelo Charpentier Galo Blanco Tomás Carbonell Filip Dewulf          |
| 12 maggio | Kosice Challenger 1997 Košice, Slovacchia Terra rossa $100 000+H Singolare - Doppio        | Pat Cash Andrew Kratzmann 4–6, 6–2, 6–4         | Brent Haygarth Maks Mirny           | Oleg Ogorodov Karol Kučera               | Marcelo Charpentier Galo Blanco Tomás Carbonell Filip Dewulf          |
| 19 maggio | Budapest Challenger 1997 Budapest, Ungheria Terra rossa $35 000+H Singolare - Doppio       | Steven Randjelovic 4–6, 6–3, 6–0                | Joaquín Muñoz Hernández             | Daniele Musa Tommi Lenho                 | Sándor Noszály Rainer Falenti Geoff Grant Ivo Heuberger               |
| 19 maggio | Budapest Challenger 1997 Budapest, Ungheria Terra rossa $35 000+H Singolare - Doppio       | Nuno Marques Tom Vanhoudt 2–6, 6–4, 6–3         | Aleksandar Kitinov Greg Van Emburgh | Daniele Musa Tommi Lenho                 | Sándor Noszály Rainer Falenti Geoff Grant Ivo Heuberger               |

### Giugno
| Data      | Torneo                                                                                         | Vincitori                                       | Finalisti                     | Semifinalii                          | Eliminati ai quarti                                                    |
| --------- | ---------------------------------------------------------------------------------------------- | ----------------------------------------------- | ----------------------------- | ------------------------------------ | ---------------------------------------------------------------------- |
| 3 giugno  | Schickedanz Open 1997 Fürth, Germania Terra rossa €30 000+H Singolare - Doppio                 | Davide Sanguinetti 6–4, 6–2                     | Tomas Nydahl                  | Martín Rodríguez Oleg Ogorodov       | Steve Bryan Jacobo Diaz Stefan Koubek Ionuț Moldovan                   |
| 3 giugno  | Schickedanz Open 1997 Fürth, Germania Terra rossa €30 000+H Singolare - Doppio                 | Brandon Coupe Paul Rosner 7–5, 6–3              | Martin Sinner Joost Winnink   | Martín Rodríguez Oleg Ogorodov       | Steve Bryan Jacobo Diaz Stefan Koubek Ionuț Moldovan                   |
| 3 giugno  | Unicredit Czech Open 1997 Prostějov, Repubblica Ceca Terra rossa €127 000+H Singolare - Doppio | Bohdan Ulihrach 6–2, 4–6, 6–1                   | Fernando Meligeni             | Nicolás Lapentti Francisco Clavet    | Emilio Benfele Álvarez Dominik Hrbatý Andrea Gaudenzi Diego Nargiso    |
| 3 giugno  | Unicredit Czech Open 1997 Prostějov, Repubblica Ceca Terra rossa €127 000+H Singolare - Doppio | Jiří Novák David Rikl 6–4, 6–2                  | Scott Melville Diego Nargiso  | Nicolás Lapentti Francisco Clavet    | Emilio Benfele Álvarez Dominik Hrbatý Andrea Gaudenzi Diego Nargiso    |
| 9 giugno  | Weiden Challenger 1997 Weiden, Germania Terra rossa $35 000+H Singolare - Doppio               | Dirk Dier 7–6, 6–3                              | Tamer El-Sawy                 | Roberto Jabali Geoff Grant           | Diego Nargiso Markus Hantschk Orlin Stanojčev Peter Wessels            |
| 9 giugno  | Weiden Challenger 1997 Weiden, Germania Terra rossa $35 000+H Singolare - Doppio               | Geoff Grant Mark Merklein 6–4, 7–6              | Grant Doyle Myles Wakefield   | Roberto Jabali Geoff Grant           | Diego Nargiso Markus Hantschk Orlin Stanojčev Peter Wessels            |
| 16 giugno | Eisenach Challenger 1997 Eisenach, Germania Terra rossa €106 000+H Singolare - Doppio          | Tomas Nydahl 6–3, 6–1                           | Davide Sanguinetti            | Radomír Vašek Lars Burgsmüller       | Dirk Dier Geoff Grant Markus Hantschk Attila Sávolt                    |
| 16 giugno | Eisenach Challenger 1997 Eisenach, Germania Terra rossa €106 000+H Singolare - Doppio          | Geoff Grant Mark Merklein 6–2, 6–2              | Emanuel Couto Attila Sávolt   | Radomír Vašek Lars Burgsmüller       | Dirk Dier Geoff Grant Markus Hantschk Attila Sávolt                    |
| 16 giugno | Zagreb Open 1997 Zagabria, Croazia Terra rossa $50 000+H Singolare - Doppio                    | Alberto Berasategui 6–1, 6–2                    | Ivan Ljubičić                 | Julián Alonso Jaime Oncins           | Oleg Ogorodov Christian Vinck Rainer Falenti Tomás Carbonell           |
| 16 giugno | Zagreb Open 1997 Zagabria, Croazia Terra rossa $50 000+H Singolare - Doppio                    | David Roditi Tomáš Anzari 3–6, 7–6, 7–6         | Brandon Coupe Paul Rosner     | Julián Alonso Jaime Oncins           | Oleg Ogorodov Christian Vinck Rainer Falenti Tomás Carbonell           |
| 23 giugno | Nord LB Open 1997 Braunschweig, Germania Terra rossa €106 000+H Singolare - Doppio             | Francisco Roig 6–2, 2–6, 6–2                    | Félix Mantilla                | Davide Sanguinetti Galo Blanco       | Alberto Berasategui Răzvan Sabău Julián Alonso Carlos Costa            |
| 23 giugno | Nord LB Open 1997 Braunschweig, Germania Terra rossa €106 000+H Singolare - Doppio             | Brandon Coupe Paul Rosner 6–4, 6–3              | Nebojša Đorđević Óscar Ortiz  | Davide Sanguinetti Galo Blanco       | Alberto Berasategui Răzvan Sabău Julián Alonso Carlos Costa            |
| 30 giugno | Flushing Meadow Challenger 1997 Flushing Meadow, USA Cemento €106 000+H Singolare - Doppio     | Gianluca Pozzi 6–1, 6–4                         | Tommy Ho                      | Raviv Weidenfeld Yoon Yong-il        | Vince Spadea Eyal Erlich Mark Merklein Oren Motevassel                 |
| 30 giugno | Flushing Meadow Challenger 1997 Flushing Meadow, USA Cemento €106 000+H Singolare - Doppio     | Geoff Grant Mark Merklein 6–1, 6–4              | Michael Joyce David Witt      | Raviv Weidenfeld Yoon Yong-il        | Vince Spadea Eyal Erlich Mark Merklein Oren Motevassel                 |
| 30 giugno | Montauban Challenger 1997 Montauban, Francia Terra rossa €42 000+H Singolare - Doppio          | Olivier Mutis 6–3, 7–6                          | Horst Skoff                   | Carlos Gómez-Díaz Sébastien Grosjean | Daniele Musa Frédéric Fontang Germán Puentes Rogier Wassen             |
| 30 giugno | Montauban Challenger 1997 Montauban, Francia Terra rossa €42 000+H Singolare - Doppio          | Gabrio Castrichella Daniele Musa 7–6, 2–6, 7–6  | Lars Rehmann Attila Sávolt    | Carlos Gómez-Díaz Sébastien Grosjean | Daniele Musa Frédéric Fontang Germán Puentes Rogier Wassen             |
| 30 giugno | Ulm Challenger 1997 Ulma, Germania Terra rossa €42 000+H Singolare - Doppio                    | Dinu Pescariu 7–5, 6–1                          | Stefan Koubek                 | Omar Camporese Davide Scala          | Andrej Čerkasov Markus Zillner Gerald Mandl Stéphane Huet              |
| 30 giugno | Ulm Challenger 1997 Ulma, Germania Terra rossa €42 000+H Singolare - Doppio                    | Kris Goossens Tom Vanhoudt 6–3, 6–0             | Petr Luxa Petr Pála           | Omar Camporese Davide Scala          | Andrej Čerkasov Markus Zillner Gerald Mandl Stéphane Huet              |
| 30 giugno | Venice Challenger 1997 Venezia, Italia Terra rossa €42 000+H Singolare - Doppio                | Julián Alonso 6–3, 6–7, 6–0                     | Marcello Craca                | Martín Rodríguez Gilbert Schaller    | Vincenzo Santopadre Andrea Gaudenzi Mikael Tillström Marcelo Filippini |
| 30 giugno | Venice Challenger 1997 Venezia, Italia Terra rossa €42 000+H Singolare - Doppio                | Giorgio Galimberti Massimo Valeri 6–4, 0–6, 7–6 | David Roditi Martín Rodríguez | Martín Rodríguez Gilbert Schaller    | Vincenzo Santopadre Andrea Gaudenzi Mikael Tillström Marcelo Filippini |

### Luglio
| Data      | Torneo                                                                                               | Vincitori                                          | Finalisti                       | Semifinalii                            | Eliminati ai quarti                                                  |
| --------- | --- | -------------------------------------------------- | ------------------------------- | -------------------------------------- | -------------------------------------------------------------------- |
| 7 luglio  | Brașov Challenger 1997 Brașov, Romania Terra rossa $35 000+H Singolare - Doppio                      | Ionuț Moldovan 6–2, 6–4                            | Dinu Pescariu                   | Charles Auffray Martijn Belgraver      | Vincenzo Santopadre Sébastien Grosjean Nicolas Thomann George Cosac  |
| 7 luglio  | Brașov Challenger 1997 Brașov, Romania Terra rossa $35 000+H Singolare - Doppio                      | George Cosac Miles Maclagan 6–4, 7–6               | Ionuț Moldovan Dinu Pescariu    | Charles Auffray Martijn Belgraver      | Vincenzo Santopadre Sébastien Grosjean Nicolas Thomann George Cosac  |
| 7 luglio  | West of England Challenger 1997 Bristol, Gran Bretagna Erba €42 000+H Singolare - Doppio             | Stefano Pescosolido 7–6, 7–6                       | Mark Petchey                    | Alistair Hunt Mosè Navarra             | Óscar Burrieza López Peter Tramacchi Jeff Coetzee Jamie Delgado      |
| 7 luglio  | West of England Challenger 1997 Bristol, Gran Bretagna Erba €42 000+H Singolare - Doppio             | Mark Petchey Danny Sapsford Finale non disputata   | Massimo Bertolini Mosè Navarra  | Alistair Hunt Mosè Navarra             | Óscar Burrieza López Peter Tramacchi Jeff Coetzee Jamie Delgado      |
| 7 luglio  | Cali Challenger 1997 Cali, Colombia Terra rossa €42 000+H Singolare - Doppio                         | Ramón Delgado 6–3, 1–6, 7–6                        | Sebastián Prieto                | Mariano Puerta Guillermo Cañas         | Marco Osorio Eduardo Medica Roberto Jabali Giorgio Galimberti        |
| 7 luglio  | Cali Challenger 1997 Cali, Colombia Terra rossa €42 000+H Singolare - Doppio                         | Eduardo Medica Mariano Puerta 7–6, 7–5             | Bernardo Martínez Marco Osorio  | Mariano Puerta Guillermo Cañas         | Marco Osorio Eduardo Medica Roberto Jabali Giorgio Galimberti        |
| 7 luglio  | Challenger Banque Nationale de Granby 1997 Granby, Canada Cemento $50 000 Singolare - Doppio         | Wayne Black 6–1, 6–2                               | Cristiano Caratti               | Grant Doyle Eyal Erlich                | Wade McGuire Mark Merklein Kepler Orellana Alexander Reichel         |
| 7 luglio  | Challenger Banque Nationale de Granby 1997 Granby, Canada Cemento $50 000 Singolare - Doppio         | Grant Doyle Mark Merklein 7–5, 6–3                 | Eyal Erlich Lorenzo Manta       | Grant Doyle Eyal Erlich                | Wade McGuire Mark Merklein Kepler Orellana Alexander Reichel         |
| 7 luglio  | Oberstaufen Cup 1997 Oberstaufen, Germania Terra rossa €30 000 Singolare - Doppio                    | Davide Sanguinetti 4–6, 7–6, 6–3                   | Andrea Gaudenzi                 | Lars Burgsmüller Álex Calatrava        | Jens Knippschild Franz Stauder Michal Tabara Stefan Koubek           |
| 7 luglio  | Oberstaufen Cup 1997 Oberstaufen, Germania Terra rossa €30 000 Singolare - Doppio                    | Juan Ignacio Carrasco Jordi Mas-Rodriguez 6–2, 7–6 | Georg Blumauer Andrea Gaudenzi  | Lars Burgsmüller Álex Calatrava        | Jens Knippschild Franz Stauder Michal Tabara Stefan Koubek           |
| 14 luglio | Comerica Bank Challenger 1997 Aptos, Stati Uniti Cemento $75 000 Singolare - Doppio                  | Jan-Michael Gambill 6–0, 4–6, 6–3                  | Wade McGuire                    | Brian MacPhie Wayne Black              | David Caldwell Eyal Erlich Laurence Tieleman James Sekulov           |
| 14 luglio | Comerica Bank Challenger 1997 Aptos, Stati Uniti Cemento $75 000 Singolare - Doppio                  | Sébastien Leblanc Jocelyn Robichaud 7–6, 6–4       | David Caldwell Adam Peterson    | Brian MacPhie Wayne Black              | David Caldwell Eyal Erlich Laurence Tieleman James Sekulov           |
| 14 luglio | Contrexéville Challenger 1997 Contrexeville, Francia Terra rossa $75 000 Singolare - Doppio          | Julián Alonso 6–4, 6–3                             | Andrea Gaudenzi                 | Olivier Mutis Charles Auffray          | Vincenzo Santopadre Arnaud Clément Francisco Costa Frédéric Vitoux   |
| 14 luglio | Contrexéville Challenger 1997 Contrexeville, Francia Terra rossa $75 000 Singolare - Doppio          | Petr Luxa David Škoch 6–4, 6–2                     | Brent Haygarth Greg Van Emburgh | Olivier Mutis Charles Auffray          | Vincenzo Santopadre Arnaud Clément Francisco Costa Frédéric Vitoux   |
| 14 luglio | Manchester Trophy 1997 Manchester, Gran Bretagna Erba €30 000 Singolare - Doppio                     | Óscar Burrieza López 7–6, 2–6, 6–1                 | Stefano Pescosolido             | Mark Petchey Danny Sapsford            | Dick Norman Mosè Navarra Alistair Hunt Chris Wilkinson               |
| 14 luglio | Manchester Trophy 1997 Manchester, Gran Bretagna Erba €30 000 Singolare - Doppio                     | Mark Petchey Danny Sapsford 6–3, 6–7, 7–6          | Noam Behr Filippo Veglio        | Mark Petchey Danny Sapsford            | Dick Norman Mosè Navarra Alistair Hunt Chris Wilkinson               |
| 14 luglio | Portschach Challenger 1997 Portschach, Austria Terra rossa $75 000 Singolare - Doppio                | Christophe Van Garsse 7–5, 6–1                     | Jean-Baptiste Perlant           | Fabio Maggi Horst Skoff                | Fredrik Jonsson Roland Burtscher Borut Urh Branislav Gálik           |
| 14 luglio | Portschach Challenger 1997 Portschach, Austria Terra rossa $75 000 Singolare - Doppio                | Jaymon Crabb Mikael Stadling 7–5, 6–3              | Dejan Petrović Grant Silcock    | Fabio Maggi Horst Skoff                | Fredrik Jonsson Roland Burtscher Borut Urh Branislav Gálik           |
| 14 luglio | Challenger ATP Club Premium Open 1997 Quito, Ecuador Terra rossa $35 000+H Singolare - Doppio        | Mariano Puerta 6–1, 7–5                            | Ramón Delgado                   | André Sá Guillermo Cañas               | Martín García Hermes Gamonal Eduardo Medica Gabriel Trifu            |
| 14 luglio | Challenger ATP Club Premium Open 1997 Quito, Ecuador Terra rossa $35 000+H Singolare - Doppio        | Bernardo Martínez Marco Osorio 6–4, 6–4            | Ramón Delgado Martín García     | André Sá Guillermo Cañas               | Martín García Hermes Gamonal Eduardo Medica Gabriel Trifu            |
| 14 luglio | Siemens Open 1997 Scheveningen, Paesi Bassi Terra rossa €85 000 Singolare - Doppio                   | Ionuț Moldovan 3–6, 7–5, 6–2                       | Salvador Navarro Gutiérrez      | Marat Safin Álex Calatrava             | Filippo Messori Germán Puentes Ivo Heuberger Agustín Garizzio        |
| 14 luglio | Siemens Open 1997 Scheveningen, Paesi Bassi Terra rossa €85 000 Singolare - Doppio                   | Álex Calatrava Tom Vanhoudt 6–7, 6–2, 7–6          | Raemon Sluiter Peter Wessels    | Marat Safin Álex Calatrava             | Filippo Messori Germán Puentes Ivo Heuberger Agustín Garizzio        |
| 21 luglio | Newcastle Challenger 1997 Newcastle, Gran Bretagna Terra rossa €42 000+H Singolare - Doppio          | Fabrice Santoro 2–6, 6–3, 6–3                      | Sébastien Grosjean              | Jean-Baptiste Perlant Rodolphe Gilbert | Arnaud Boetsch Óscar Burrieza López Arnaud Clément Allen Belobrajdic |
| 21 luglio | Newcastle Challenger 1997 Newcastle, Gran Bretagna Terra rossa €42 000+H Singolare - Doppio          | Óscar Burrieza López Filippo Veglio 7–5, 4–0 rit.  | Arnaud Clément Rodolphe Gilbert | Jean-Baptiste Perlant Rodolphe Gilbert | Arnaud Boetsch Óscar Burrieza López Arnaud Clément Allen Belobrajdic |
| 21 luglio | Ostend Challenger 1997 Ostenda, Belgio Terra rossa €30 000 Singolare - Doppio                        | Jordi Burillo 7–6, 3–6, 7–5                        | Álex Calatrava                  | Ionuț Moldovan Vincenzo Santopadre     | Álex López Morón Fabio Maggi Marco Meneschincheri Rainer Falenti     |
| 21 luglio | Ostend Challenger 1997 Ostenda, Belgio Terra rossa €30 000 Singolare - Doppio                        | Kris Goossens Tom Vanhoudt 3–6, 6–4, 6–0           | Tarik Benhabiles Julien Boutter | Ionuț Moldovan Vincenzo Santopadre     | Álex López Morón Fabio Maggi Marco Meneschincheri Rainer Falenti     |
| 21 luglio | Tampere Open 1997 Tampere, Finlandia Terra rossa €42 000 Singolare - Doppio                          | Attila Sávolt 7–5, 6–0                             | Todd Larkham                    | Bernardo Mota Agustín Garizzio         | Tuomas Ketola Radovan Světlík Francisco Cabello Julien Chauvin       |
| 21 luglio | Tampere Open 1997 Tampere, Finlandia Terra rossa €42 000 Singolare - Doppio                          | Cyril Buscaglione Régis Lavergne 6–4, 6–3          | Tuomas Ketola Borut Urh         | Bernardo Mota Agustín Garizzio         | Tuomas Ketola Radovan Světlík Francisco Cabello Julien Chauvin       |
| 21 luglio | Winnetka Challenger 1997 Winnetka, USA Cemento €42 000 Singolare - Doppio                            | Gianluca Pozzi 6–4, 6–2                            | Wayne Black                     | Yoon Yong-il Ramón Delgado             | Cristiano Caratti James Sekulov Kevin Ullyett Steve Campbell         |
| 21 luglio | Winnetka Challenger 1997 Winnetka, USA Cemento €42 000 Singolare - Doppio                            | Michael Sell Myles Wakefield 6–3, 7–6              | Chad Clark Ben Ellwood          | Yoon Yong-il Ramón Delgado             | Cristiano Caratti James Sekulov Kevin Ullyett Steve Campbell         |
| 28 luglio | Istanbul Challenger 1997 Istanbul, Turchia Cemento $100 000+H Singolare - Doppio                     | Jean-Philippe Fleurian 6–3, 6–1                    | Mark Petchey                    | Nicola Bruno Eyal Erlich               | Razvan Iliescu Nicolas Thomann Rainer Schüttler Todd Larkham         |
| 28 luglio | Istanbul Challenger 1997 Istanbul, Turchia Cemento $100 000+H Singolare - Doppio                     | João Cunha e Silva Jean-Philippe Fleurian walkover | Chris Haggard Mark Petchey      | Nicola Bruno Eyal Erlich               | Razvan Iliescu Nicolas Thomann Rainer Schüttler Todd Larkham         |
| 28 luglio | Fifth Third Bank Tennis Championships 1997 Lexington, Stati Uniti Cemento $50 000 Singolare - Doppio | Wayne Black 6–4, 6–1                               | Gianluca Pozzi                  | Alejandro Hernández Luis Herrera       | Tamer El-Sawy Steve Bryan Ramón Delgado Emanuel Couto                |
| 28 luglio | Fifth Third Bank Tennis Championships 1997 Lexington, Stati Uniti Cemento $50 000 Singolare - Doppio | Wayne Black Brian MacPhie 6–4, 7–5                 | David DiLucia Bryan Shelton     | Alejandro Hernández Luis Herrera       | Tamer El-Sawy Steve Bryan Ramón Delgado Emanuel Couto                |
| 28 luglio | Merano Challenger 1997 Merano, Italia Terra rossa $75 000 Singolare - Doppio                         | Lucas Arnold Ker 6–1, 6–4                          | Vincenzo Santopadre             | Francisco Cabello Davide Scala         | Massimo Valeri Thomas Schiessling Davide Sanguinetti Jacobo Díaz     |
| 28 luglio | Merano Challenger 1997 Merano, Italia Terra rossa $75 000 Singolare - Doppio                         | Mariano Hood Sebastián Prieto 6–1, 4–6, 7–6        | Cristian Brandi Filippo Messori | Francisco Cabello Davide Scala         | Massimo Valeri Thomas Schiessling Davide Sanguinetti Jacobo Díaz     |
| 28 luglio | Poznań Challenger 1997 Poznań, Polonia Terra rossa $50 000 Singolare - Doppio                        | Jeff Tarango 7–5, 6–3                              | David Rikl                      | Álex Calatrava Allen Belobrajdic       | Ionuț Moldovan Jordi Burillo Marco Meneschincheri Michał Chmela      |
| 28 luglio | Poznań Challenger 1997 Poznań, Polonia Terra rossa $50 000 Singolare - Doppio                        | David Rikl Tomáš Anzari 6–3, 6–2                   | Jordi Burillo László Markovits  | Álex Calatrava Allen Belobrajdic       | Ionuț Moldovan Jordi Burillo Marco Meneschincheri Michał Chmela      |

### Agosto
| Data      | Torneo | Vincitori                                     | Finalisti                            | Semifinalii                               | Eliminati ai quarti                                                 |
| --------- | --- | --------------------------------------------- | ------------------------------------ | ----------------------------------------- | ------------------------------------------------------------------- |
| 4 agosto  | BH Tennis Open International Cup 1997 Belo Horizonte, Brasile Cemento $35 000+H Singolare - Doppio                | Roberto Jabali 2–6, 7–5, 6–3                  | André Sá                             | Gabriel Trifu Marcos Daniel               | Guillermo Cañas Francisco Costa Martín García Antonio Prieto        |
| 4 agosto  | BH Tennis Open International Cup 1997 Belo Horizonte, Brasile Cemento $35 000+H Singolare - Doppio                | Gabriel Trifu Glenn Weiner 1–6, 6–3, 6–4      | Nelson Aerts André Sá                | Gabriel Trifu Marcos Daniel               | Guillermo Cañas Francisco Costa Martín García Antonio Prieto        |
| 4 agosto  | Levene Gouldin & Thompson Tennis Challenger 1997 Binghamton, USA Cemento $50 000 Singolare - Doppio               | David Witt 6–2, 6–4                           | Brian MacPhie                        | Alistair Hunt Ramón Delgado               | Michael Sell Jeff Salzenstein Raviv Weidenfeld Cecil Mamiit         |
| 4 agosto  | Levene Gouldin & Thompson Tennis Challenger 1997 Binghamton, USA Cemento $50 000 Singolare - Doppio               | Brian MacPhie Jeff Salzenstein 7–5, 6–7, 6–3  | Emanuel Couto Tamer El-Sawy          | Alistair Hunt Ramón Delgado               | Michael Sell Jeff Salzenstein Raviv Weidenfeld Cecil Mamiit         |
| 4 agosto  | Pilzen Challenger 1997 Plzeň, Repubblica Ceca Terra rossa $50 000 Singolare - Doppio                              | Vincenzo Santopadre 6–3, 5–7, 6–3             | Michal Tabara                        | David Rikl Michał Chmela                  | Attila Sávolt Giorgio Galimberti Rainer Falenti Thierry Guardiola   |
| 4 agosto  | Pilzen Challenger 1997 Plzeň, Repubblica Ceca Terra rossa $50 000 Singolare - Doppio                              | Petr Pála Borut Urh 2–4 rit.                  | Radek Štěpánek Radomír Vašek         | David Rikl Michał Chmela                  | Attila Sávolt Giorgio Galimberti Rainer Falenti Thierry Guardiola   |
| 4 agosto  | Open Castilla y León 1997 Segovia, Spagna Cemento $125 000+H Singolare - Doppio                                   | Jordi Burillo 6–3, 2–1 rit.                   | Nicolas Escudé                       | Francisco Clavet Nuno Marques             | Geoff Grant Marco Osorio José Imaz Ruiz Julián Alonso               |
| 4 agosto  | Open Castilla y León 1997 Segovia, Spagna Cemento $125 000+H Singolare - Doppio                                   | João Cunha e Silva Nuno Marques 6–7, 6–2, 6–4 | Juan Ignacio Carrasco Brian Eagle    | Francisco Clavet Nuno Marques             | Geoff Grant Marco Osorio José Imaz Ruiz Julián Alonso               |
| 11 agosto | GHI Bronx Tennis Classic 1997 Bronx, USA Cemento $50 000 Singolare - Doppio                                       | Michael Sell 3–6, 6–4, 6–3                    | Gianluca Pozzi                       | Alexander Reichel Joaquín Muñoz Hernández | Ben Ellwood Tamer El-Sawy Martin Lee Wade McGuire                   |
| 11 agosto | GHI Bronx Tennis Classic 1997 Bronx, USA Cemento $50 000 Singolare - Doppio                                       | Nelson Aerts André Sá 4–6, 7–5, 6–1           | Michael Sell Myles Wakefield         | Alexander Reichel Joaquín Muñoz Hernández | Ben Ellwood Tamer El-Sawy Martin Lee Wade McGuire                   |
| 11 agosto | S Tennis Masters Challenger 1997 Graz, Austria Terra rossa €30 000+H Singolare - Doppio                           | Radomír Vašek 6–1, 6–3                        | Albert Portas                        | Márcio Carlsson Fernando Vicente          | Patrik Fredriksson Mariano Puerta Álex López Morón Lucas Arnold Ker |
| 11 agosto | S Tennis Masters Challenger 1997 Graz, Austria Terra rossa €30 000+H Singolare - Doppio                           | Lucas Arnold Ker Tom Vanhoudt 6–1, 6–2        | Alberto Martín Albert Portas         | Márcio Carlsson Fernando Vicente          | Patrik Fredriksson Mariano Puerta Álex López Morón Lucas Arnold Ker |
| 11 agosto | Olbia Challenger 1997 Olbia, Italia Cemento €42 000+H Singolare - Doppio                                          | Diego Nargiso 5–7, 6–2, 6–3                   | Daniele Musa                         | Maurice Ruah Óscar Burrieza López         | Paolo Canè Mosè Navarra Danny Sapsford João Cunha e Silva           |
| 11 agosto | Olbia Challenger 1997 Olbia, Italia Cemento €42 000+H Singolare - Doppio                                          | Geoff Grant Maurice Ruah 3–6, 6–2, 7–5        | Mosè Navarra Stefano Pescosolido     | Maurice Ruah Óscar Burrieza López         | Paolo Canè Mosè Navarra Danny Sapsford João Cunha e Silva           |
| 18 agosto | IPP Trophy 1997 Ginevra, Svizzera Terra rossa $35 000+H Singolare - Doppio                                        | Andrea Gaudenzi 6–2, 6–1                      | Alberto Martín                       | Gabriel Silberstein Fernando Vicente      | Gérard Solvès Orlin Stanojčev Lucas Arnold Ker Jacobo Díaz          |
| 18 agosto | IPP Trophy 1997 Ginevra, Svizzera Terra rossa $35 000+H Singolare - Doppio                                        | Diego del Río Mariano Puerta 6–3, 6–4         | Guillaume Marx Olivier Morel         | Gabriel Silberstein Fernando Vicente      | Gérard Solvès Orlin Stanojčev Lucas Arnold Ker Jacobo Díaz          |
| 18 agosto | Nettingsdorf Challenger 1997 Nettingsdorf, Austria Terra rossa $50 000 Singolare - Doppio                         | Radomír Vašek 6–3, 6–3                        | Christian Vinck                      | Emilio Benfele Álvarez Horst Skoff        | Attila Sávolt Daniele Musa Sebastián Prieto José Imaz Ruiz          |
| 18 agosto | Nettingsdorf Challenger 1997 Nettingsdorf, Austria Terra rossa $50 000 Singolare - Doppio                         | Björn Jacob Michael Kohlmann 6–2, 3–6, 6–3    | Thomas Buchmayer Thomas Strengberger | Emilio Benfele Álvarez Horst Skoff        | Attila Sávolt Daniele Musa Sebastián Prieto José Imaz Ruiz          |
| 25 agosto | Alpirsbach Challenger 1997 Alpirsbach, Germania Terra rossa €30 000+H Singolare - Doppio                          | Fabio Maggi 6–4, 5–7, 6–4                     | Stefan Koubek                        | Orlin Stanojčev Rainer Falenti            | Frédéric Fontang Christian Vinck Roberto Carretero Álex López Morón |
| 25 agosto | Alpirsbach Challenger 1997 Alpirsbach, Germania Terra rossa €30 000+H Singolare - Doppio                          | Mathias Huning Grant Silcock 5–7, 6–4, 7–5    | Álex López Morón Fabio Maggi         | Orlin Stanojčev Rainer Falenti            | Frédéric Fontang Christian Vinck Roberto Carretero Álex López Morón |
| 25 agosto | Santa Cruz de la Sierra Challenger 1997 Santa Cruz de la Sierra, Bolivia Terra rossa €30 000+H Singolare - Doppio | Guillermo Cañas 6–2, 4–6, 6–2                 | Márcio Carlsson                      | Sebastián Prieto Diego Nargiso            | Werner Eschauer Ricardo Rubio Eduardo Medica Mariano Hood           |
| 25 agosto | Santa Cruz de la Sierra Challenger 1997 Santa Cruz de la Sierra, Bolivia Terra rossa €30 000+H Singolare - Doppio | Mariano Hood Sebastián Prieto 7–6, 4–6, 6–3   | Egberto Caldas Adriano Ferreira      | Sebastián Prieto Diego Nargiso            | Werner Eschauer Ricardo Rubio Eduardo Medica Mariano Hood           |

### Settembre
| Data         | Torneo                                                                                      | Vincitori                                            | Finalisti                       | Semifinalii                           | Eliminati ai quarti                                                       |
| ------------ | ------------------------------------------------------------------------------------------- | ---------------------------------------------------- | ------------------------------- | ------------------------------------- | ------------------------------------------------------------------------- |
| 1º settembre | Azores Challenger 1997 Azzorre, Portogallo Cemento $50 000 Singolare - Doppio               | Cristiano Caratti 3–6, 6–3, 6–4                      | Óscar Burrieza López            | Andrej Čerkasov Juan Luis Rascón Lope | Marat Safin Emanuel Couto Eyal Ran Gianluca Pozzi                         |
| 1º settembre | Azores Challenger 1997 Azzorre, Portogallo Cemento $50 000 Singolare - Doppio               | Andrej Čerkasov Gastón Etlis 6–7, 7–5, 6–3           | Nils Holm Lars-Anders Wahlgren  | Andrej Čerkasov Juan Luis Rascón Lope | Marat Safin Emanuel Couto Eyal Ran Gianluca Pozzi                         |
| 1º settembre | Edinburgh Challenger 1997 Edimburgo, Gran Bretagna Terra verde $50 000+H Singolare - Doppio | Dinu Pescariu 4–6, 7–5, 6–1                          | Andrea Gaudenzi                 | Jacobo Díaz Jean-Baptiste Perlant     | Mariano Puerta Lars Jönsson José Imaz Ruiz Grant Doyle                    |
| 1º settembre | Edinburgh Challenger 1997 Edimburgo, Gran Bretagna Terra verde $50 000+H Singolare - Doppio | Wayne Arthurs Grant Doyle 4–6, 6–2, 6–2              | Chris Haggard James Holmes      | Jacobo Díaz Jean-Baptiste Perlant     | Mariano Puerta Lars Jönsson José Imaz Ruiz Grant Doyle                    |
| 1º settembre | Guadalajara Challenger 1997 Guadalajara, Messico Terra rossa $50 000+H Singolare - Doppio   | Alejandro Hernández 6–4, 5–7, 6–2                    | Bobby Kokavec                   | Wolfgang Schranz André Sá             | Michael Hill Eduardo Medica Maurice Ruah Martin Hromec                    |
| 1º settembre | Guadalajara Challenger 1997 Guadalajara, Messico Terra rossa $50 000+H Singolare - Doppio   | Nelson Aerts André Sá 3–6, 6–2, 6–4                  | Alejandro Hernández Óscar Ortiz | Wolfgang Schranz André Sá             | Michael Hill Eduardo Medica Maurice Ruah Martin Hromec                    |
| 8 settembre  | Budapest Challenger 2 1997 Budapest, Ungheria Terra rossa $35 000+H Singolare - Doppio      | Jan Frode Andersen 7–6, 2–6, 6–2                     | Francisco Costa                 | Gabrio Castrichella Attila Sávolt     | Emanuel Couto Gabriel Trifu Mariano Zabaleta Charles Auffray              |
| 8 settembre  | Budapest Challenger 2 1997 Budapest, Ungheria Terra rossa $35 000+H Singolare - Doppio      | Nebojša Đorđević Dušan Vemić 6–1, 3–6, 6–4           | Kornél Bardóczky Miklós Jancsó  | Gabrio Castrichella Attila Sávolt     | Emanuel Couto Gabriel Trifu Mariano Zabaleta Charles Auffray              |
| 8 settembre  | Espinho Challenger 1997 Espinho, Portogallo Terra rossa $25 000+H Singolare - Doppio        | Marat Safin 7–5, 6–0                                 | Stéphane Huet                   | Álex Calatrava Marco Meneschincheri   | Óscar Burrieza López Juan Luis Rascón Lope Nuno Marques Francisco Cabello |
| 8 settembre  | Espinho Challenger 1997 Espinho, Portogallo Terra rossa $25 000+H Singolare - Doppio        | Juan Ignacio Carrasco Álex López Morón 4–6, 6–2, 7–5 | Álex Calatrava Bernardo Mota    | Álex Calatrava Marco Meneschincheri   | Óscar Burrieza López Juan Luis Rascón Lope Nuno Marques Francisco Cabello |
| 15 settembre | Pekao Open 1997 Stettino, Polonia Terra rossa €106 000+H Singolare - Doppio                 | Richard Fromberg 6–7, 6–4, 6–1                       | Nicolás Lapentti                | Andrea Gaudenzi Gastón Etlis          | Marco Meneschincheri Carlos Costa Galo Blanco Jiří Novák                  |
| 15 settembre | Pekao Open 1997 Stettino, Polonia Terra rossa €106 000+H Singolare - Doppio                 | Tom Kempers Daniel Orsanic 6–3, 7–5                  | Cristian Brandi Filippo Messori | Andrea Gaudenzi Gastón Etlis          | Marco Meneschincheri Carlos Costa Galo Blanco Jiří Novák                  |
| 15 settembre | JSM Challenger 1997 Urbana, USA Cemento $25 000+H Singolare - Doppio                        | Andrew Richardson 6–7, 7–6, 6–3                      | Cecil Mamiit                    | Henrik Holm Glenn Weiner              | Takao Suzuki Jan-Michael Gambill Ben Ellwood Neville Godwin               |
| 15 settembre | JSM Challenger 1997 Urbana, USA Cemento $25 000+H Singolare - Doppio                        | Michael Sell Kevin Ullyett 3–6, 7–6, 6–2             | Gouichi Motomura Takao Suzuki   | Henrik Holm Glenn Weiner              | Takao Suzuki Jan-Michael Gambill Ben Ellwood Neville Godwin               |
| 22 settembre | Delray Beach Challenger 1997 Delray Beach, USA Cemento $25 000+H Singolare - Doppio         | Todd Martin 6–2, 6–0                                 | Eyal Ran                        | Eyal Erlich David Nainkin             | Jeff Salzenstein Michael Sell Kevin Ullyett Cecil Mamiit                  |
| 22 settembre | Delray Beach Challenger 1997 Delray Beach, USA Cemento $25 000+H Singolare - Doppio         | Michael Sell Kevin Ullyett 6–3, 6–3                  | Oren Motevassel Daniele Musa    | Eyal Erlich David Nainkin             | Jeff Salzenstein Michael Sell Kevin Ullyett Cecil Mamiit                  |
| 22 settembre | São Paulo Challenger 1997 San Paolo, Brasile Cemento $100 000 Singolare - Doppio            | Lucas Arnold Ker 6–4, 1–0 rit.                       | Fernando Meligeni               | Ramón Delgado Alexandre Simoni        | Jaime Oncins Marcelo Charpentier John van Lottum Sebastián Prieto         |
| 22 settembre | São Paulo Challenger 1997 San Paolo, Brasile Cemento $100 000 Singolare - Doppio            | Nelson Aerts Bernardo Martínez 6–0, 6–0              | Márcio Carlsson Francisco Costa | Ramón Delgado Alexandre Simoni        | Jaime Oncins Marcelo Charpentier John van Lottum Sebastián Prieto         |
| 22 settembre | Copa Sevilla 1997 Siviglia, Spagna Terra gialla €42 000+H Singolare - Doppio                | Álex Calatrava 6–2, 6–4                              | Álex López Morón                | Roberto Carretero Jacobo Díaz         | Tuomas Ketola Markus Zillner Gerald Fauser José Imaz Ruiz                 |
| 22 settembre | Copa Sevilla 1997 Siviglia, Spagna Terra gialla €42 000+H Singolare - Doppio                | Tuomas Ketola Michael Kohlmann 4–6, 6–1, 6–3         | Álex Calatrava José Imaz Ruiz   | Roberto Carretero Jacobo Díaz         | Tuomas Ketola Markus Zillner Gerald Fauser José Imaz Ruiz                 |
| 22 settembre | Macedonian Open 1997 Skopje, Macedonia Terra rossa $35 000+H Singolare - Doppio             | Dušan Vemić 6–3, 6–7, 6–3                            | Clemens Trimmel                 | Julien Chauvin Vincenzo Santopadre    | Jiří Vaněk Markus Hipfl Michal Tabara Agustín Garizzio                    |
| 22 settembre | Macedonian Open 1997 Skopje, Macedonia Terra rossa $35 000+H Singolare - Doppio             | Thomas Buchmayer Thomas Strengberger 6–4, 7–6        | Nebojša Đorđević Dušan Vemić    | Julien Chauvin Vincenzo Santopadre    | Jiří Vaněk Markus Hipfl Michal Tabara Agustín Garizzio                    |
| 29 settembre | Mallorca Challenger 1997 Maiorca, Spagna Terra rossa $35 000+H Singolare - Doppio           | Álex López Morón 6–4, 6–4                            | Orlin Stanojčev                 | Thierry Champion Andrej Čerkasov      | Tamer El-Sawy Marco Meneschincheri Dušan Vemić Joaquín Muñoz Hernández    |
| 29 settembre | Mallorca Challenger 1997 Maiorca, Spagna Terra rossa $35 000+H Singolare - Doppio           | Massimo Ardinghi Guillaume Marx 6–3, 6–2             | Devin Bowen Tamer El-Sawy       | Thierry Champion Andrej Čerkasov      | Tamer El-Sawy Marco Meneschincheri Dušan Vemić Joaquín Muñoz Hernández    |
| 29 settembre | San Antonio Challenger 1997 San Antonio, USA Cemento €106 000+H Singolare - Doppio          | Daniel Nestor 6–4, 6–2                               | Geoff Grant                     | Michael Sell Kevin Ullyett            | Cristiano Caratti Raviv Weidenfeld Steve Campbell David Nainkin           |
| 29 settembre | San Antonio Challenger 1997 San Antonio, USA Cemento €106 000+H Singolare - Doppio          | Doug Flach Jeff Salzenstein 4–6, 6–2, 6–1            | Chad Clark Brandon Hawk         | Michael Sell Kevin Ullyett            | Cristiano Caratti Raviv Weidenfeld Steve Campbell David Nainkin           |
| 29 settembre | Santiago Challenger 1997 Santiago, Cile Terra rossa $50 000+H Singolare - Doppio            | Guillermo Cañas 4–6, 7–5, 6–3                        | Dennis van Scheppingen          | Francisco Cabello Gabriel Silberstein | Luis Morejón Marcelo Charpentier Ramón Delgado Mariano Zabaleta           |
| 29 settembre | Santiago Challenger 1997 Santiago, Cile Terra rossa $50 000+H Singolare - Doppio            | Lucas Arnold Ker Jaime Oncins 6–2, 6–2               | Diego del Río Mariano Puerta    | Francisco Cabello Gabriel Silberstein | Luis Morejón Marcelo Charpentier Ramón Delgado Mariano Zabaleta           |

### Ottobre
| Data       | Torneo                                                                                          | Vincitori                                         | Finalisti                           | Semifinalii                          | Eliminati ai quarti                                                    |
| ---------- | ----------------------------------------------------------------------------------------------- | ------------------------------------------------- | ----------------------------------- | ------------------------------------ | ---------------------------------------------------------------------- |
| 6 ottobre  | Ciutat de Barcelona 1997 Barcellona, Spagna Terra rossa $50 000+H Singolare - Doppio            | Carlos Costa 6–1, 6–4                             | Juan Antonio Marín                  | Karim Alami Jacobo Diaz-Ruiz         | Albert Portas Jordi Burillo Álex López Morón Dominik Hrbatý            |
| 6 ottobre  | Ciutat de Barcelona 1997 Barcellona, Spagna Terra rossa $50 000+H Singolare - Doppio            | Tamer El Sawy Nuno Marques 6–1, 6–2               | Dinu Pescariu Davide Sanguinetti    | Karim Alami Jacobo Diaz-Ruiz         | Albert Portas Jordi Burillo Álex López Morón Dominik Hrbatý            |
| 6 ottobre  | Lima Challenger 1997 Lima, Perù Terra rossa $35 000+H Singolare - Doppio                        | Tomas Nydahl 4–6, 6–0, 6–4                        | Oliver Gross                        | Ramón Delgado Franco Squillari       | Gabriel Silberstein Lucas Arnold Ker Stefan Koubek Jaime Oncins        |
| 6 ottobre  | Lima Challenger 1997 Lima, Perù Terra rossa $35 000+H Singolare - Doppio                        | Mariano Hood Sebastián Prieto 6–2, 6–1            | Kris Goossens Jimy Szymanski        | Ramón Delgado Franco Squillari       | Gabriel Silberstein Lucas Arnold Ker Stefan Koubek Jaime Oncins        |
| 6 ottobre  | Sedona Challenger 1997 Sedona, USA Cemento $35 000+H Singolare - Doppio                         | Michael Sell 6–4, 6–4                             | Glenn Weiner                        | David Witt Jan-Michael Gambill       | Brian MacPhie Henrik Holm Daniel Nestor Bobby Kokavec                  |
| 6 ottobre  | Sedona Challenger 1997 Sedona, USA Cemento $35 000+H Singolare - Doppio                         | John-Laffnie de Jager Robbie Koenig 6–2, 6–2      | Adam Peterson Eric Taino            | David Witt Jan-Michael Gambill       | Brian MacPhie Henrik Holm Daniel Nestor Bobby Kokavec                  |
| 13 ottobre | Cairo Challenger 1997 Il Cairo, Egitto Terra rossa $100 000 Singolare - Doppio                  | Alberto Berasategui 7–5, 6–3                      | Karim Alami                         | Attila Sávolt Dirk Dier              | Bernd Karbacher Gilbert Schaller Vincenzo Santopadre Jacobo Diaz-Ruiz  |
| 13 ottobre | Cairo Challenger 1997 Il Cairo, Egitto Terra rossa $100 000 Singolare - Doppio                  | Tomás Carbonell Francisco Roig 6–3, 6–3           | Wayne Arthurs Eyal Ran              | Attila Sávolt Dirk Dier              | Bernd Karbacher Gilbert Schaller Vincenzo Santopadre Jacobo Diaz-Ruiz  |
| 13 ottobre | Challenger Ciudad de Guayaquil 1997 Guayaquil, Ecuador Terra rossa $100 000 Singolare - Doppio  | Tomas Nydahl 6–0, 6–3                             | Mariano Zabaleta                    | Gérard Solvès Francisco Cabello      | Andrej Merinov Gabriel Silberstein Richard Brostowicz Franco Squillari |
| 13 ottobre | Challenger Ciudad de Guayaquil 1997 Guayaquil, Ecuador Terra rossa $100 000 Singolare - Doppio  | Gábor Köves Tomas Nydahl 2–6, 6–3, 7–6            | Diego del Río Mariano Puerta        | Gérard Solvès Francisco Cabello      | Andrej Merinov Gabriel Silberstein Richard Brostowicz Franco Squillari |
| 20 ottobre | Brest Challenger 1997 Brest, Francia Cemento indoor $35 000+H Singolare - Doppio                | Johan Van Herck 4–6, 6–2, 6–4                     | Sébastien Grosjean                  | Marcos Ondruska Kenneth Carlsen      | Dick Norman Lionel Roux Nicolas Escudé Byron Black                     |
| 20 ottobre | Brest Challenger 1997 Brest, Francia Cemento indoor $35 000+H Singolare - Doppio                | Dave Randall Jack Waite 3–6, 7–6, 6–4             | John-Laffnie de Jager Robbie Koenig | Marcos Ondruska Kenneth Carlsen      | Dick Norman Lionel Roux Nicolas Escudé Byron Black                     |
| 20 ottobre | Bauer Cup 1997 Eckental, Germania Sintetico (indoor) €35 000+H Singolare - Doppio               | Rainer Schüttler 6–4, 6–1                         | Petr Luxa                           | Andrew Richardson Mikael Stadling    | Glenn Weiner Bernd Karbacher Lars Burgsmüller Gerald Mandl             |
| 20 ottobre | Bauer Cup 1997 Eckental, Germania Sintetico (indoor) €35 000+H Singolare - Doppio               | Lars Rehmann Rainer Schüttler 6–4, 1–6, 6–3       | Georg Blumauer Maks Mirny           | Andrew Richardson Mikael Stadling    | Glenn Weiner Bernd Karbacher Lars Burgsmüller Gerald Mandl             |
| 20 ottobre | Seoul Challenger Tennis 1997 Seul, Corea del Sud Terra rossa €35 000+H Singolare - Doppio       | Peter Tramacchi 6–3, 6–3                          | Régis Lavergne                      | Edwin Kempes Ota Fukárek             | Jan Weinzierl Steven Randjelovic Thomas Larsen Allen Belobrajdic       |
| 20 ottobre | Seoul Challenger Tennis 1997 Seul, Corea del Sud Terra rossa €35 000+H Singolare - Doppio       | Edwin Kempes Gouichi Motomura 7–5, 7–5            | Jérôme Golmard Régis Lavergne       | Edwin Kempes Ota Fukárek             | Jan Weinzierl Steven Randjelovic Thomas Larsen Allen Belobrajdic       |
| 27 ottobre | Lambertz Open by STAWAG 1997 Aquisgrana, Germania Sintetico indoor €42 000+H Singolare - Doppio | Hendrik Dreekmann 5–7, 7–6, 6–3                   | Jiří Novák                          | Jens Knippschild Stefano Pescosolido | Jérôme Golmard Sébastien Lareau Andrew Richardson Jeff Salzenstein     |
| 27 ottobre | Lambertz Open by STAWAG 1997 Aquisgrana, Germania Sintetico indoor €42 000+H Singolare - Doppio | John-Laffnie de Jager Chris Haggard 3–6, 6–1, 7–6 | Dave Randall Jack Waite             | Jens Knippschild Stefano Pescosolido | Jérôme Golmard Sébastien Lareau Andrew Richardson Jeff Salzenstein     |

### Novembre
| Data        | Torneo                                                                                        | Vincitori                                         | Finalisti                            | Semifinalii                            | Eliminati ai quarti                                                        |
| ----------- | --------------------------------------------------------------------------------------------- | ------------------------------------------------- | ------------------------------------ | -------------------------------------- | -------------------------------------------------------------------------- |
| 3 novembre  | Neumunster Challenger 1997 Neumünster, Germania Sintetico indoor $50 000+H Singolare - Doppio | Dick Norman 6–7, 7–6, 7–6                         | John van Lottum                      | Jeff Salzenstein Gerald Mandl          | Markus Hantschk Orlin Stanojčev Ionuț Moldovan Gianluca Pozzi              |
| 3 novembre  | Neumunster Challenger 1997 Neumünster, Germania Sintetico indoor $50 000+H Singolare - Doppio | John-Laffnie de Jager Chris Haggard 6–3, 6–1      | Lars Burgsmüller Markus Hantschk     | Jeff Salzenstein Gerald Mandl          | Markus Hantschk Orlin Stanojčev Ionuț Moldovan Gianluca Pozzi              |
| 3 novembre  | Challenger Britania Zavaleta 1997 Puebla, Messico Cemento $35 000+H Singolare - Doppio        | Luis Herrera 7–6, 4–6, 6–4                        | Wade McGuire                         | Alejandro Hernández Diego Nargiso      | Gabriel Trifu Mark Petchey David DiLucia Bobby Kokavec                     |
| 3 novembre  | Challenger Britania Zavaleta 1997 Puebla, Messico Cemento $35 000+H Singolare - Doppio        | Tamer El Sawy Maurice Ruah 7–6, 7–5               | Massimo Ardinghi Vincenzo Santopadre | Alejandro Hernández Diego Nargiso      | Gabriel Trifu Mark Petchey David DiLucia Bobby Kokavec                     |
| 10 novembre | Andorra Challenger 1997 Andorra, Andorra Cemento indoor $35 000+H Singolare - Doppio          | Gianluca Pozzi 7–6, 4–6, 6–3                      | Nicolas Escudé                       | Jérôme Golmard Jordi Burillo           | Fernando Vicente Kenneth Carlsen Rainer Schüttler Oscar Burrieza-Lopez     |
| 10 novembre | Andorra Challenger 1997 Andorra, Andorra Cemento indoor $35 000+H Singolare - Doppio          | Nicolas Escudé Jérôme Golmard 6–4, 6–4            | Tom Kempers Menno Oosting            | Jérôme Golmard Jordi Burillo           | Fernando Vicente Kenneth Carlsen Rainer Schüttler Oscar Burrieza-Lopez     |
| 10 novembre | Las Vegas Tennis Open 1997 Las Vegas, USA Cemento €42 000+H Singolare - Doppio                | Christian Vinck 6–2, 7–5                          | Andre Agassi                         | Grant Stafford Geoff Grant             | Jan-Michael Gambill Brian MacPhie Michael Sell David Witt                  |
| 10 novembre | Las Vegas Tennis Open 1997 Las Vegas, USA Cemento €42 000+H Singolare - Doppio                | David DiLucia Michael Sell 6–4, 6–4               | Paul Goldstein Jim Thomas            | Grant Stafford Geoff Grant             | Jan-Michael Gambill Brian MacPhie Michael Sell David Witt                  |
| 10 novembre | Rio Grande Challenger 1997 Rio Grande, Porto Rico Terra rossa €42 000+H Singolare - Doppio    | Franco Squillari 6–3, 6–4                         | Marcello Craca                       | Andrea Gaudenzi Dennis van Scheppingen | Andrei Pavel Wolfgang Schranz Tomas Nydahl Guillermo Cañas                 |
| 10 novembre | Rio Grande Challenger 1997 Rio Grande, Porto Rico Terra rossa €42 000+H Singolare - Doppio    | Lucas Arnold Ker Daniel Orsanic 7–5, 3–6, 6–3     | Mariano Hood Sebastián Prieto        | Andrea Gaudenzi Dennis van Scheppingen | Andrei Pavel Wolfgang Schranz Tomas Nydahl Guillermo Cañas                 |
| 17 novembre | Amarillo Challenger 1997 Amarillo, USA Cemento indoor €42 000+H Singolare - Doppio            | Peter Tramacchi 6–4, 5–7, 6–3                     | Tuomas Ketola                        | Mark Merklein Steve Campbell           | Jeff Salzenstein Diego Nargiso Martin Sinner George Bastl                  |
| 17 novembre | Amarillo Challenger 1997 Amarillo, USA Cemento indoor €42 000+H Singolare - Doppio            | Geoff Grant Mark Merklein 6–2, 6–2                | Mark Petchey Andrew Rueb             | Mark Merklein Steve Campbell           | Jeff Salzenstein Diego Nargiso Martin Sinner George Bastl                  |
| 17 novembre | Copa Ericsson Mexico 1997 Guadalajara, Messico Terra rossa $50 000+H Singolare - Doppio       | Younes El Aynaoui 6–4, 6–7, 6–4                   | Rogier Wassen                        | Gabriel Silberstein Ramón Delgado      | Mariano Puerta Lucas Arnold Ker Sebastián Prieto Jaime Oncins              |
| 17 novembre | Copa Ericsson Mexico 1997 Guadalajara, Messico Terra rossa $50 000+H Singolare - Doppio       | Nelson Aerts André Sá 7–6, 6–3                    | Bobby Kokavec Marco Osorio           | Gabriel Silberstein Ramón Delgado      | Mariano Puerta Lucas Arnold Ker Sebastián Prieto Jaime Oncins              |
| 17 novembre | Portoroz Challenger 1997 Portorose, Slovenia Cemento indoor $35 000+H Singolare - Doppio      | Orlin Stanojčev 1–6, 7–6, 6–0                     | Lars Burgsmüller                     | John van Lottum Orlin Stanojčev        | Petr Luxa Jérôme Golmard Rainer Schüttler Adrian Voinea                    |
| 17 novembre | Portoroz Challenger 1997 Portorose, Slovenia Cemento indoor $35 000+H Singolare - Doppio      | Danny Sapsford Chris Wilkinson 6–0, 3–6, 6–3      | Sasa Hirszon Udo Plamberger          | John van Lottum Orlin Stanojčev        | Petr Luxa Jérôme Golmard Rainer Schüttler Adrian Voinea                    |
| 24 novembre | Mumbai Challenger 1997 Mumbai, India Cemento indoor $35 000+H Singolare - Doppio              | Takao Suzuki 6–1, 6–0                             | Barry Cowan                          | Frédéric Fontang Andrej Stoljarov      | Gouichi Motomura Martin Lee Eyal Erlich Oleg Ogorodov                      |
| 24 novembre | Mumbai Challenger 1997 Mumbai, India Cemento indoor $35 000+H Singolare - Doppio              | Emanuel Couto João Cunha e Silva 1–6, 6–6 default | Marcus Hilpert David Nainkin         | Frédéric Fontang Andrej Stoljarov      | Gouichi Motomura Martin Lee Eyal Erlich Oleg Ogorodov                      |
| 24 novembre | ATP Buenos Aires 1997 Buenos Aires, Argentina Terra rossa $50 000+H Singolare - Doppio        | Franco Squillari 6–1, 6–4                         | Diego Moyano                         | Martín Rodríguez Oliver Gross          | Gabriel Silberstein Marcelo Charpentier Agustin Garizzio Francisco Cabello |
| 24 novembre | ATP Buenos Aires 1997 Buenos Aires, Argentina Terra rossa $50 000+H Singolare - Doppio        | Diego del Río Daniel Orsanic 6–4, 4–6, 6–1        | Pablo Albano Luis Lobo               | Martín Rodríguez Oliver Gross          | Gabriel Silberstein Marcelo Charpentier Agustin Garizzio Francisco Cabello |
| 24 novembre | Burbank Challenger 1997 Burbank, USA Cemento $50 000+H Singolare - Doppio                     | Andre Agassi 6–2, 6–1                             | Sargis Sargsian                      | Martin Sinner Daniel Nestor            | Brian MacPhie Todd Larkham Roberto Jabali Michael Sell                     |
| 24 novembre | Burbank Challenger 1997 Burbank, USA Cemento $50 000+H Singolare - Doppio                     | Doug Flach Brian MacPhie 7–6, 6–4                 | George Bastl Patrik Gottesleben      | Martin Sinner Daniel Nestor            | Brian MacPhie Todd Larkham Roberto Jabali Michael Sell                     |
| 24 novembre | Ixtapa Challenger 1997 Ixtapa, Messico Cemento $50 000+H Singolare - Doppio                   | Steve Campbell 7–6, 6–1                           | Tuomas Ketola                        | Wolfgang Schranz aurice Ruah           | Vincenzo Santopadre Wade McGuire Luis Herrera Markus Hipfl                 |
| 24 novembre | Ixtapa Challenger 1997 Ixtapa, Messico Cemento $50 000+H Singolare - Doppio                   | Chris Haggard Maurice Ruah 6–4, 7–6               | Bernardo Martínez Rogier Wassen      | Wolfgang Schranz aurice Ruah           | Vincenzo Santopadre Wade McGuire Luis Herrera Markus Hipfl                 |
| 24 novembre | Reunion Island Challenger 1997 Riunione, Francia Cemento $50 000+H Singolare - Doppio         | Jan Apell 6–4, 7–6                                | Arnaud Clément                       | Maks Mirny Jérôme Golmard              | Sébastien De Chaunac Ota Fukárek Nicolas Coutelot Jean-Baptiste Perlant    |
| 24 novembre | Reunion Island Challenger 1997 Riunione, Francia Cemento $50 000+H Singolare - Doppio         | Clinton Ferreira Jan Siemerink 6–2, 6–3           | Álex Calatrava Jérôme Golmard        | Maks Mirny Jérôme Golmard              | Sébastien De Chaunac Ota Fukárek Nicolas Coutelot Jean-Baptiste Perlant    |

### Dicembre
| Data        | Torneo                                                                                                  | Vincitori                                      | Finalisti                      | Semifinalii                      | Eliminati ai quarti                                                |
| ----------- | --- | ---------------------------------------------- | ------------------------------ | -------------------------------- | ------------------------------------------------------------------ |
| 1º dicembre | Ahmedabad Challenger 1997 Ahmedabad, India Cemento $50 000+H Singolare - Doppio                         | Vadim Kucenko 6–1, 6–4                         | Herbert Wiltschnig             | Leander Paes Oleg Ogorodov       | Gouichi Motomura David Nainkin Steven Randjelovic Vladimir Volčkov |
| 1º dicembre | Ahmedabad Challenger 1997 Ahmedabad, India Cemento $50 000+H Singolare - Doppio                         | Emanuel Couto João Cunha e Silva 6–4, 3–6, 6–3 | Gouichi Motomura Oleg Ogorodov | Leander Paes Oleg Ogorodov       | Gouichi Motomura David Nainkin Steven Randjelovic Vladimir Volčkov |
| 1º dicembre | Bad Lippspringe Challenger 1997 Bad Lippspringe, Germania Sintetico indoor $50 000+H Singolare - Doppio | Michael Kohlmann 4–6, 7–6, 7–5                 | Rainer Schüttler               | Bernd Karbacher Henrik Holm      | Lars Burgsmüller John van Lottum Ivo Heuberger Gianluca Pozzi      |
| 1º dicembre | Bad Lippspringe Challenger 1997 Bad Lippspringe, Germania Sintetico indoor $50 000+H Singolare - Doppio | Tuomas Ketola Michael Kohlmann 4–6, 6–3, 7–5   | Dirk Dier Lars Koslowski       | Bernd Karbacher Henrik Holm      | Lars Burgsmüller John van Lottum Ivo Heuberger Gianluca Pozzi      |
| 8 dicembre  | Eilat Challenger 1997 Eilat, Israele Cemento indoor $50 000+H Singolare - Doppio                        | Tuomas Ketola 6–3, 6–4                         | Neville Godwin                 | Dominik Hrbatý Noam Behr         | Eyal Erlich Eyal Ran Amir Hadad Dinu Pescariu                      |
| 8 dicembre  | Eilat Challenger 1997 Eilat, Israele Cemento indoor $50 000+H Singolare - Doppio                        | Patrick Baur Andrej Čerkasov 6–3, 7–6          | Sander Groen Rogier Wassen     | Dominik Hrbatý Noam Behr         | Eyal Erlich Eyal Ran Amir Hadad Dinu Pescariu                      |
| 8 dicembre  | Perth Challenger 1997 Perth, Australia Cemento $25 000+H Singolare - Doppio                             | Wayne Arthurs 7–5, 7–6                         | Todd Larkham                   | Paul Kilderry Andrew Ilie        | James Holmes Teo Susnjak Grant Doyle Ben Ellwood                   |
| 8 dicembre  | Perth Challenger 1997 Perth, Australia Cemento $25 000+H Singolare - Doppio                             | James Holmes Paul Kilderry 6–1, 3–6, 7–6       | Lleyton Hewitt Luke Smith      | Paul Kilderry Andrew Ilie        | James Holmes Teo Susnjak Grant Doyle Ben Ellwood                   |
| 8 dicembre  | Santiago Challenger II 1997 Santiago, Cile Terra rossa $50 000+H Singolare - Doppio                     | Oliver Gross 6–2, 6–2                          | Francisco Cabello              | Agustin Garizzio Federico Browne | Attila Sávolt Roberto Jabali Younes El Aynaoui Martín García       |
| 8 dicembre  | Santiago Challenger II 1997 Santiago, Cile Terra rossa $50 000+H Singolare - Doppio                     | Mariano Hood Sebastián Prieto 7–5, 6–1         | Diego del Río Mariano Puerta   | Agustin Garizzio Federico Browne | Attila Sávolt Roberto Jabali Younes El Aynaoui Martín García       |
| 8 dicembre  | Wismar Challenger 1997 Wismar, Germania Sintetico indoor $50 000+H Singolare - Doppio                   | Christian Vinck 6–3, 7–6                       | Ivo Heuberger                  | Karsten Braasch Axel Pretzsch    | Andrei Pavel Frederik Fetterlein Geoff Grant Dirk Dier             |
| 8 dicembre  | Wismar Challenger 1997 Wismar, Germania Sintetico indoor $50 000+H Singolare - Doppio                   | Lars Burgsmüller Michael Kohlmann 6–4, 7–6     | Bernardo Martínez Óscar Ortiz  | Karsten Braasch Axel Pretzsch    | Andrei Pavel Frederik Fetterlein Geoff Grant Dirk Dier             |